# Difosfenă
Difosfena este primul membru al seriei compușilor fosfenici cu formula P2H2. Prezintă o legătură dublă intre atomii de fosfor, fapt pentru care se regăsește sub forma a doi izomeri geometrici, E și Z.
Se obține prin oxidarea difosfanului cu apă oxigenată sau prin hidroliza monofosfurii calcice.